# Perina naessigi
Perina naessigi är en fjärilsart som beskrevs av Alexander Schintlmeister 1994. Perina naessigi ingår i släktet Perina och familjen tofsspinnare. Inga underarter finns listade i Catalogue of Life.